# 사랑 그리고 독신녀
《사랑 그리고 독신녀》(영어: Sex and the Single Girl)는 미국에서 제작된 리처드 콰인 감독의 1964년 테크니컬러 코미디 영화이다. 토니 커티스, 내털리 우드, 헨리 폰다, 로런 버콜 등이 출연하였고, 윌리엄 T. 오어 등이 제작에 참여하였다.

## 줄거리
밥 웨스턴은 ‘스톱’(Stop)이라는 타블로이드 잡지에서 일하고 있다. 이 잡지는 미국에서 가장 선정적이라는 평을 자랑스럽게 여기는 언론 매체이다. 밥의 동료는 유명 정신과 의사이자 자기 계발서 〈섹스 앤드 더 싱글 걸〉(Sex and the Single Girl)의 저자인 헬렌 걸리 브라운 박사에 대한 기사를 막 작성한 참이다. 이 책은 미혼 여성을 위한 연애 조언을 담고 있으며 베스트셀러가 되었지만, 기사는 그녀의 성과 연애 경험에 의구심을 표하며 그녀를 “23세의 처녀”라고 언급한다. 이로 인해 헬렌은 환자 여섯 명의 예약을 잃으며 큰 타격을 입고 이에 매우 분노해 밥의 후속 인터뷰 요청을 거절한다.
밥의 이웃이자 친구인 스타킹 제조 업체 사장 프랭크 브로더릭은 아내 실비아와의 관계 문제로 고민하고 있지만 상담을 받을 시간을 내지 못하고 있다. 이에 밥은 프랭크를 사칭해 헬렌의 환자로 가장하면서 그녀와 가까워지고, 동시에 상담 내용을 프랭크에게 전해주기로 한다. 초반 상담에서 밥은 내성적이고 순진한 척 행동하며 헬렌을 유혹하기 시작한다. 헬렌은 그가 자신에게 호감을 보이는 것을 감정 전이라고 해석하며, 치료 효과를 위해 자신이 실비아 역할을 맡겠다고 한다.
밥은 자살 시도를 연기하면서까지 헬렌의 동정을 유도하고, 두 사람은 헬렌의 집에서 결국 관계를 갖는다. 이 과정에서 밥은 자신이 진심으로 헬렌에게 빠졌다는 걸 깨닫고, 그녀에 대한 기사를 좀처럼 쓰지 못한 이유도 자신의 감정 때문이었음을 깨닫는다. 상사는 빨리 기사를 쓰라고 압박한다.
헬렌은 자신이 유부남에게 빠졌다는 사실에 혼란스러워한다. 어머니의 조언을 받아 실비아를 만난 헬렌은 실비아에게 다시 과거처럼 남편 프랭크의 회사에서 일하며 프랭크와 함께 경쟁사들에 맞서 싸우라고 제안한다. 실비아는 처음엔 이를 거절하지만 결국 받아들이고 프랭크와 화해하게 된다.
한편 밥은 헬렌과의 관계를 이어가기 위해 자신이 법적으로 결혼한 상태는 아니라는 거짓말을 하며 그녀를 설득하려 한다. 그러나 헬렌은 그의 ‘아내’에게 직접 확인하고 싶다며 몰래 그녀를 상담실로 부른다. 이에 밥은 본래 여자친구인 나이트클럽 가수 그레천에게 자신이 연기 중인 프랭크의 아내 역할을 부탁하지만, 그레천은 오디션 때문에 약속을 취소한다. 결국 밥은 비서 수전에게 그 역할을 대신 맡긴다. 하지만 그레천이 마음을 바꿔 오디션을 포기하고 직접 헬렌의 사무실로 찾아오고, 세 명의 여성이 모두 “브로더릭 부인”이라고 주장하는 혼란스러운 상황이 벌어진다. 실비아는 경찰에 프랭크를 신고하고, 프랭크는 중혼 혐의로 체포된다.
이후 헬렌은 그녀가 처녀일지도 모른다는 기사가 나온 이래로 그녀에게 반해 있는 동료 정신과 의사 루디 더마이어와 함께 실비아를 찾아가 프랭크를 용서해달라고 부탁한다. 그 과정에서 실비아는 상담실에 나타난 남자가 실제 프랭크가 아닌 ‘스톱’ 잡지의 편집 주간 밥이었다는 사실을 알게 된다. 충격을 받은 헬렌은 루디에게 함께 피지로 떠나자고 제안한다.
한편 밥은 잡지에 헬렌 관련 기사를 절대 싣지 않겠다고 선언하고 해고된다. 마지막 장면에서는 헬렌과 루디는 공항으로 향하고, 오해가 풀렸다는 걸 모르는 프랭크는 모든 걸 그만두고 그레천과 하와이에 가기로 하고, 밥은 헬렌을 뒤쫓고, 실비아는 프랭크를 쫓는 혼란한 추격전이 벌어진다. 이 과정에서 각 인물들은 오해를 풀고 진심을 전하게 되고, 공항에서 프랭크와 실비아는 화해해 피지로 떠나고, 루디와 그레천은 서로를 위로하며 하와이로 향한다. 헬렌은 이미 ‘더트’라는 잡지에서 새 직장을 찾은 밥을 용서하고, 두 사람은 라스베이거스로 가서 결혼하게 된다.

## 출연진
- 토니 커티스 – 밥 웨스턴 역: 스톱(Stop) 잡지의 편집 주간.
- 내털리 우드 – 헬렌 브라운 의사 역: 정신과 의사이자 〈섹스 앤드 더 싱글 걸〉의 저자.
- 헨리 폰다 – 프랭크 브로더릭 역: 스타킹 제조 회사 사장이자 밥의 친구.
- 로런 버콜 – 실비아 브로더릭 역: 프랭크의 아내.
- 멜 퍼레어 – 루디 더마이어 역: 정신과 의사이자 헬렌의 동료.
- 프랜 제프리스 – 그레천 역: 밥의 여자친구.
- 레슬리 패리시 – 수전 역: 밥의 비서.
- 에드워드 에버렛 호턴 – 스톱 잡지의 편집국장 역
- 래리 스토치 – 모터사이클 경찰 역
- 스터비 케이 – 헬렌이 탄 택시의 기사 역
- 오토 크루거 – 앤더슨 의사 역
- 바르바라 부셰 – 기념 파티의 사진작가 역 (크레디트 미기재)

## 기타 제작진
- 미술: 케리 오델
- 의상: 이디스 헤드

## 우리말 녹음
MBC 성우진 (1992년 11월 21일)
- 신성호 - 밥 웨스턴 (토니 커티스)
- 송도영 - 헬렌 브라운 (내털리 우드)
- 정승현
- 김계원
- 김은영
- 박태호
- 탁재인
- 이인성
- 김명수
- 김윤정
- 이종오
- 최상기
- 박기량
- 김수희
- 박영화
- 황윤걸
- 홍혜정
- 오혜숙